# Faßberg
Faßberg est une commune de Basse-Saxe (Allemagne), située dans la lande de Lunebourg dans l'arrondissement de Celle.

## Municipalité
Outre le bourg de Faßberg, la municipalité comprend les villages de Müden, Poitzen et Schmarbeck.

## Histoire
Le bourg de Faßberg a été créé dans les années 1930 lors de la construction de la base aérienne de Faßberg.
La municipalité actuelle a été créée le 1er janvier 1977 dans le cadre d'une réforme des collectivités locales.

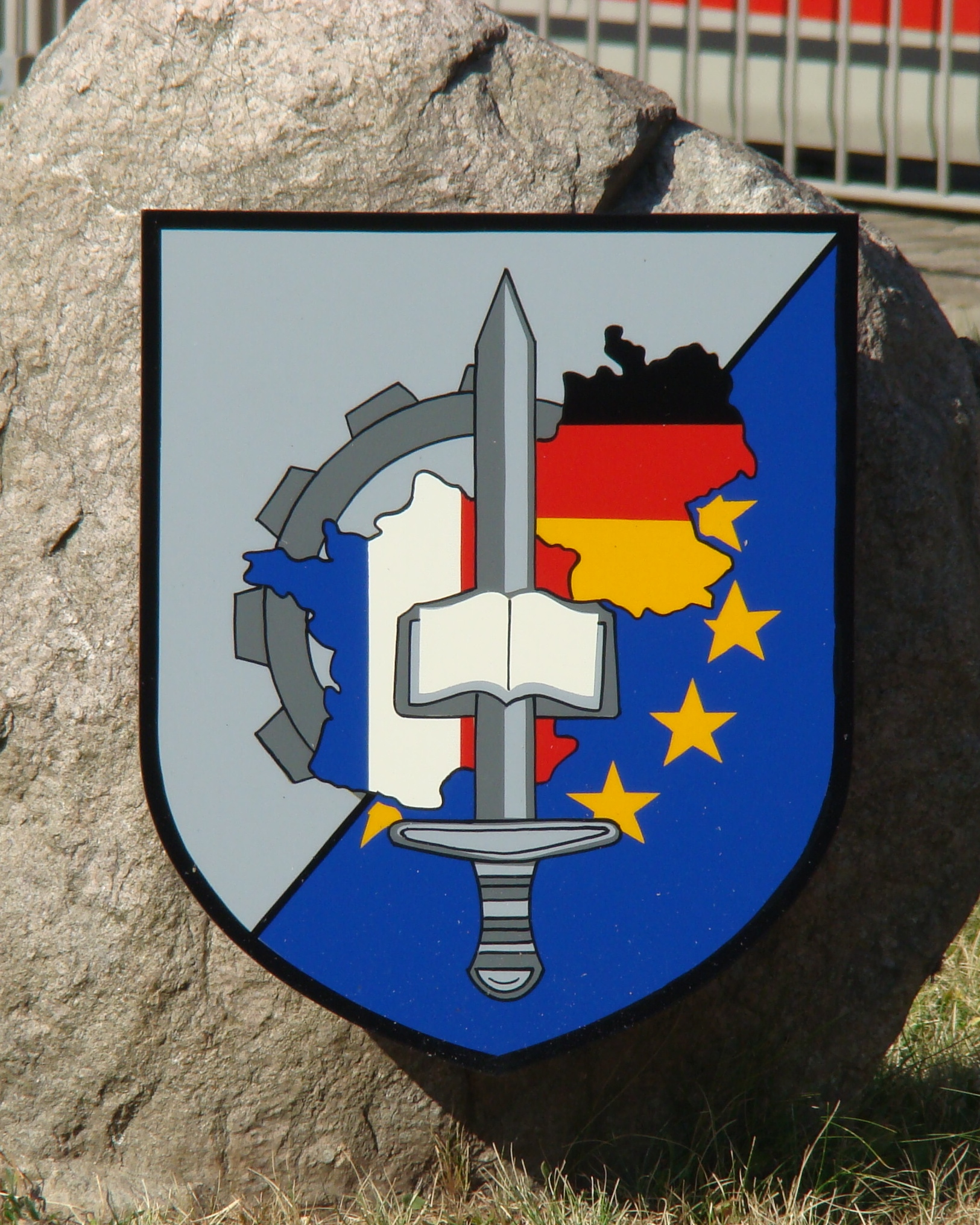
Centre de formation « Tigre »

## Centre de formation franco-allemand de Faßberg
Le centre de formation franco-allemand du personnel technico-logistique, situé à Faßberg, forme les maintenanciers de l’hélicoptère Tigre. Il relève de l’autorité du général commandant l'École de l'aviation légère de l'Armée de terre.

## Personnalités liées à la ville
- Harald Küppers (1928-), ingénieur né à Müden.

## Jumelages
- Yerville (France) depuis 1989

## Source, notes et références
- (de) Cet article est partiellement ou en totalité issu de l’article de Wikipédia en allemand intitulé « Faßberg » (voir la liste des auteurs).